# Stała Wspólna Komisja Obrony
Stała Wspólna Komisja Obrony (ang. Permanent Joint Board on Defense) - instytucja utworzona w sierpniu 1940 roku w czasie spotkania amerykańskiego prezydenta Franklina Delano Roosevelta i kanadyjskiego premiera Williama Lyona Mackenziego Kinga. Od jesieni tego roku koordynowała wojskową współpracę między Kanadą a Stanami Zjednoczonymi.